# Алайцев, Алексей Семёнович
Алексей Семёнович Алайцев (род. 23 мая 1925, село Бакуры, Саратовская губерния — 4 января 1993) — передовик советского машиностроения, слесарь Саратовского агрегатного завода Министерства оборонной промышленности СССР. Герой Социалистического Труда (28.07.1966).

## Биография
Родился 23 мая 1925 года в селе Бакуры (ныне — Екатериновского района Саратовской области) в крестьянской семье. В 1942 году завершил обучение в Саратовском ремесленном училище и трудоустроился на агрегатный завод. В годы Великой Отечественной войны на заводе был налажен выпуск противотанковых ружей, а в 1944 году артиллерийских систем. Алайцев стал одним из передовиков производства. Чуть позже назначен бригадиром бригады слесарей, а в 1959 году его бригада одной из первых стала называться бригадой коммунистического труда.
Указом Президиума Верховного Совета СССР от 28 июля 1966 года (закрытым) за достижение высоких показателей в производстве продукции машиностроения Алексею Семёновичу Алайцеву было присвоено звание Героя Социалистического Труда с вручением ордена Ленина и золотой медали «Серп и Молот».
Работал на заводе до выхода на заслуженный отдых.
Проживал в городе Саратове. Умер 4 января 1993 года. Похоронен на старообрядческом кладбище.

## Награды
Имеет следующие награды, за трудовые успехи:
- Герой Социалистического Труда (28.07.1966);
- Орден Ленина (28.07.1966).